# 羅成功
羅成功（16世紀—1630年2月14日），字惟一，廣東肇慶府高要縣人，明朝政治人物。

## 生平
羅成功是萬曆三十一年（1606年）廣東鄉試舉人，授永平推官，當時軍務繁重，他妥善處理糧餉獲上級倚重，秩滿後本擬改任興化同知，但獲督師上奏留任。崇禎三年正月初四（1630年）清兵東行攻破永平，他在官署自縊而死，朝廷追贈光祿寺卿，賜祭葬，並讓其子羅安舜恩蔭入監。當初他死去後，隨從偷偷埋葬他，之後盧龍知縣鄧紹禹尋訪埋葬處，放置入棺槨寄放在南臺寺，不久對方改任潯州推官，就上書兵部扶葬歸其靈柩回鄉。清朝乾隆四十年（1775年）賜諡節愍，入祀忠義祠。

## 引用
1. 1 2  道光《高要縣志·卷二十·列傳一》：羅成功，字惟一，萬厯三十一年鄉舉，選永平推官，時軍事方棘，糧糗叢集不可詰，成功綜核詳實，當道倚為重，秩滿遷興化同知，督師奏留之。 舊志 崇禎三年正月大清兵自京師東行，初四日城破 《明史》忠義傳 ，成功冠帶自縊於署，事聞贈光祿寺卿，賜祭葬，蔭子安舜入監。初成功卒，輿從竊瘞之，盧龍知縣鄧紹禹訪其處易以棺槨，寄於南臺寺。紹禹遷潯州推官，其柩入都，上書兵部扶之歸葬 採訪冊 。國朝乾隆四十年，賜諡節愍，祀忠義祠 《勝朝殉節諸臣錄》。……案羅成功，《明史》作盧成功，永平城破，諸志作崇禎己巳，皆誤；又志云贈光祿寺丞，家傳作光祿卿，攷明制光祿丞從六品，推官正七品，成功既遷同知，則與光祿卿皆正五品，似當以家傳為信。